# Dark Matter (Fernsehserie, 2015)
Dark Matter ist eine kanadische Science-Fiction-Fernsehserie, die am 12. Juni 2015 ihre Premiere bei den Sendern Space und Syfy hatte. Schon drei Tage später fand die deutsche Erstausstrahlung bei Syfy statt.
Im September 2015 gab Syfy die Produktion einer 13-teiligen zweiten Staffel bekannt, die ab dem 1. Juli 2016 ausgestrahlt wurde. Die dritte Staffel ist am 9. Juni 2017 angelaufen. Im September 2017 wurde die Serie nach drei Staffeln eingestellt.

## Handlung
Sechs Menschen erwachen auf einem Raumschiff, aber haben keine Ahnung, wer sie sind. Sie werden dann von einem Androiden und später von einem anderen Schiff angegriffen. Nach ihrer erfolgreichen Flucht kommen sie am Bestimmungsort des Raumschiffs an: einer Kolonie auf einem Planeten, welche auf eine im Schiff gelagerte Waffenlieferung wartet. Aus entschlüsselten Dateien des Schiffs erfahren die sechs Ahnungslosen, dass fünf von ihnen Mörder sind und sie nicht, wie sie dachten, den Menschen der Kolonie helfen, sondern diese töten sollen.
Im Laufe der Serie erfahren die Crewmitglieder mehr über sich und ihre Beziehungen zueinander. Stets bleibt ein Misstrauen den anderen gegenüber und es bilden sich wechselnde Allianzen der Crewmitglieder mit- und gegeneinander. Dennoch erledigen sie gemeinsam riskante Aufträge, um Treibstoff und Proviant zu bekommen, immer auf der Flucht vor der „Galactic Authority“.
Die erste Staffel endete mit der Verhaftung von fünf der sechs Crewmitglieder durch die Galactic Authority. Sie wurden von dem sechsten Crewmitglied verraten und aufgrund der unklaren Beweggründe bleibt ein Cliffhanger zur kommenden Staffel.

## Besetzung und Synchronisation
Die deutsche Synchronisation entstand bei der Synchronfirma Violetmedia in München.
| Schauspieler        | Figur                            | Synchronsprecher        |
| ------------------- | -------------------------------- | ----------------------- |
| Marc Bendavid       | Eins / Jace Corso / Derrick Moss | Louis Friedemann Thiele |
| Melissa O’Neil      | Zwei / Portia Lin / Rebecca      | Franziska Ball          |
| Anthony Lemke       | Drei / Marcus Boone              | Mark Kuhn               |
| Alex Mallari junior | Vier / Ryo Tetsuda               | Oliver Scheffel         |
| Jodelle Ferland     | Fünf / Kind / Emily Kolburn      | Anna Ewelina            |
| Roger Cross         | Sechs / Griffin Jones            | Thomas Wenke            |
| Zoie Palmer         | Android / Suki / Dr. Irena Shaw  | Tatjana Pokorny         |
| Melanie Liburd      | Nyx Harper                       | Jo Kern                 |